# Imoulass
Imoulass (franska: Imoulass (CR), Imoulass (Commune Rurale), arabiska: ئد او مومن) är en kommun i Marocko.   Den ligger i provinsen Taroudannt och regionen Souss-Massa, i den centrala delen av landet, 400 km söder om huvudstaden Rabat. Antalet invånare är 9 320.